# Manuel Alegre
Manuel Alegre de Melo Duarte GCSE • GCL • GCCa (Águeda, Águeda, 12 de maio de 1936) é um escritor e político português.

## Biografia

### Infância e adolescência
Originário duma família de tradição política liberal, Manuel Alegre é filho de Francisco José de Faria e Melo Ferreira Duarte e de sua mulher Maria Manuela Alegre, e neto paterno da 1.ª Baronesa da Recosta, filha do 1.º Barão de Cadoro e de sua primeira mulher, filha do 1.º Visconde do Barreiro.
O seu trisavô paterno, Francisco Soares de Freitas, esteve nas revoltas contra D. Miguel I de Portugal, foi fundador dos Caminhos de Ferro ao Sul do Tejo e primeiro visconde do Barreiro. O bisavô Carlos de Faria e Melo foi, além de jornalista, administrador e Governador Civil do Distrito de Aveiro. O avô materno, Manuel Ribeiro Alegre, republicano e carbonário, foi Deputado Constituinte em 1911 e Governador Civil do Distrito de Santarém.
Outros seus antepassados destacaram-se no desporto — o avô paterno, Mário Ferreira Duarte, foi um autêntico sportsman, tendo introduzido (com Guilherme Pinto Basto), várias modalidades desportivas em Portugal e impulsionado a fundação da Associação de Futebol de Aveiro; o pai jogou futebol na Académica e foi campeão de atletismo; o próprio Manuel Alegre sagrou-se campeão nacional de natação e foi atleta internacional da Académica nessa modalidade.
À exceção da instrução primária, feita em Águeda, Manuel Alegre frequentou diversos estabelecimentos de ensino: fez o primeiro ano do liceu no Passos Manuel, em Lisboa, no segundo esteve três meses como aluno interno no Colégio Almeida Garrett, no Porto, seis meses no Colégio Castilho, em São João da Madeira, e depois foi para o Porto, concluindo os estudos secundários no Liceu Central Alexandre Herculano. Aqui fundou, com José Augusto Seabra, o jornal Prelúdio.
A sua infância e juventude encontram-se retratadas no romance Alma (1995).

### Coimbra
Em 1956 Manuel Alegre é admitido na Faculdade de Direito da Universidade de Coimbra.
Em 1957 torna-se militante do Partido Comunista Português, que viria a abandonar volvidos 11 anos, em 1968.
Foi membro da Comissão da Academia quando esta apoiou a candidatura de Humberto Delgado à Presidência da República, em 1958.
Manuel Alegre não teve menor empenho nas atividades culturais; participou na fundação do Círculo de Iniciação Teatral da Academia de Coimbra e foi actor do Teatro de Estudantes da Universidade de Coimbra, deslocando-se para actuar em Bruxelas (1958), Cabo Verde (1959) e Bristol (1960).
Em 1960 publica poemas nas revistas Briosa (que dirigiu), Vértice e Via Latina, participando ainda na colectânea A Poesia Útil e Poemas Livres, juntamente com Rui Namorado, Fernando Assis Pacheco e José Carlos Vasconcelos.

### Guerra Colonial
Em 1961, é chamado a cumprir serviço militar e assenta praça na Escola Prática de Infantaria, em Mafra, de onde sai, pouco depois, para a Ilha de São Miguel.
Depois de congeminar, com Melo Antunes, um plano para tomar conta da ilha e desencadear um golpe de Estado, em 1962 acaba por ser mobilizado para Angola, onde será preso pela PIDE, em 1963.
Regressado a Portugal, é-lhe fixada residência em Coimbra, mas logo em 1964 parte para o exílio. Viaja primeiro para Paris, mas acaba por se fixar em Argel.

### No exílio
Chegado a Paris, em julho de 1964, é eleito para um cargo na Direcção da Frente Patriótica de Libertação Nacional, presidida por Humberto Delgado. Essa eleição dar-lhe-á a possibilidade de depor perante as Nações Unidas, como representante dessa organização, sobre a sua experiência em Angola, e contactar com os líderes dos movimentos africanos de libertação, como Agostinho Neto, Eduardo Mondlane, Samora Machel, Amílcar Cabral, Mário Pinto de Andrade e Aquino de Bragança.
Ainda nesse ano partia para um exílio de dez anos, em Argel.
Locutor da emissora de rádio A Voz da Liberdade, difunde conteúdos de apoio aos movimentos de libertação das antigas províncias ultramarinas e contra o regime salazarista.
Entretanto os seus dois primeiros livros, Praça da Canção (1965) e O Canto e as Armas (1967), são apreendidos pela censura, mas cópias manuscritas ou dactilografadas circulam de mão em mão, clandestinamente. Poemas seus, cantados, entre outros, por Zeca Afonso e Adriano Correia de Oliveira, Manuel Freire e Luís Cília tornam-se emblemas da luta clandestina.
Em 1968, afasta-se do Partido Comunista Português para aderir à Ação Socialista Portuguesa, embrião do Partido Socialista.

### Regresso a Portugal e carreira política após o25 de abril
Uma década depois de ter partido para Argel regressa a Portugal, onde chega a 2 de maio de 1974. Entra nos quadros da Radiodifusão Portuguesa, como director dos Serviços Recreativos e Culturais.
É um dos fundadores (com Piteira Santos, Nuno Bragança e outros) dos Centros Populares 25 de Abril, uma organização que pretendia um papel cívico, complementar ao dos partidos.
Ainda em 1974 adere ao Partido Socialista, de que foi dirigente nacional, sendo secretário-geral Mário Soares, logo após o I Congresso do PS.
Eleito deputado à Assembleia Constituinte, em 1975, foi o autor da proposta apresentada pelo PS para o texto do preâmbulo da Constituição Portuguesa de 1976, que foi adotado.
Deputado à Assembleia da República a partir de 1976, integrou também o I Governo Constitucional (de Mário Soares), primeiro como Secretário de Estado da Comunicação Social, depois como Secretário de Estado Adjunto do Primeiro-Ministro para os Assuntos Políticos.
No Parlamento foi presidente da Comissão Parlamentar de Negócios Estrangeiros, vice-presidente da Delegação Parlamentar Portuguesa ao Conselho da Europa, vice-presidente do Grupo Parlamentar do PS e vice-presidente da Assembleia da República.
Entre 1996 e 2002, foi membro do Conselho de Estado, eleito pela Assembleia da República, em representação do PS.
Em 2004 foi candidato a secretário-geral do PS, perdendo para José Sócrates.
Entre 2005 e 2016, foi membro do Conselho de Estado, eleito pela Assembleia da República, em representação do PS.
No total foi deputado 34 anos. Reformou-se após deixar o Parlamento, auferindo uma reforma de 3 219,95€  (para a qual contaram os descontos efectuados como deputado), uma subvenção vitalícia superior a dois mil euros mensais. A sua reforma foi motivo de diversos boatos nos meios de comunicação social, que foram levados a Tribunal, culminando no pagamento a Manuel Alegre de uma indemnização no valor de quarenta mil euros, como compensação por danos morais em virtude de notícia publicada em Junho de 2006, no jornal diário Correio da Manhã, e que lhe imputava o recebimento de uma reforma superior a três mil euros por escassos meses de trabalho na RDP, esquecendo os mais de 30 anos em que Manuel Alegre descontou para a Caixa Geral de Aposentações enquanto deputado na Assembleia da República. Manuel Alegre ganhou os recursos em sede de tribunal de primeira instância, de novo na relação de Lisboa, e de novo em sede de Supremo Tribunal de Justiça. Acumula ainda uma subvenção vitalícia superior a dois mil euros mensais, aplicada a todos os titulares de cargos públicos com desempenhos superiores a 12 anos.
Tem uma biblioteca com o seu nome em Águeda.
Em 2020, durante a pandemia de COVID-19, Manuel Alegre lançou uma petição para garantir a celebração do feriado 25 de abril no Parlamento, após esta ter sido posta em causa por um considerável número de pessoas.
Entre 2022 e 2024, foi novamente membro do Conselho de Estado, eleito pela Assembleia da República, em representação do PS.
Em janeiro de 2024, foi eleito presidente honorário do PS.

#### Candidaturas presidenciais
Em 2006 foi candidato independente às eleições presidenciais, tendo obtido mais votos que Mário Soares, então candidato oficial do PS. Após essas eleições funda o Movimento de Intervenção e Cidadania.
Em 2009 cessa o seu último mandato como deputado à Assembleia da República, após 34 anos no Parlamento, e no ano seguinte, anuncia a sua candidatura às eleições presidenciais de 2011, conseguindo o apoio do PS, do BE, do PCTP, bem como dos dirigentes do MIC.
Manteve-se no entanto como membro do Conselho das Ordens Honoríficas de Portugal.

## Casamentos e descendência
Casou duas vezes, primeiro com Isabel de Sousa Pires, de quem não teve filhos, e depois com Mafalda Maria de Campos Durão Ferreira (Lisboa, 13 de dezembro de 1947), da qual tem dois filhos e uma filha:
- Francisco Durão Ferreira Alegre Duarte (Argel, 9 de agosto de 1973)[14], casado com Margarida Pereira Martins (17 de abril de 1975), da qual tem dois filhos:
  - Pedro Pereira Martins Alegre Duarte;
  - João Pereira Martins Alegre Duarte.
- Afonso Durão Ferreira Alegre Duarte (1976), solteiro e sem geração;
- Joana Margarida Durão Ferreira Alegre Duarte (1985).

## Obra literária

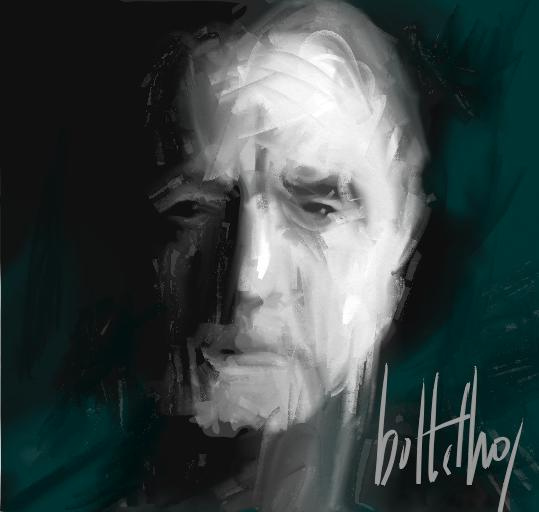
Manuel Alegre, retratado por Bottelho.

Além da actividade política, saliente-se o seu proeminente labor literário, quer como poeta, quer como ficcionista. Entre os seus inúmeros poemas musicados contam-se a Trova do vento que passa, cantada por Adriano Correia de Oliveira, Amália Rodrigues, entre muitos outros. Reconhecido além fronteiras, é o único autor português incluído na antologia Cent poèmes sur l'exil, editada pela Liga dos Direitos do Homem, em França (1993). Em abril de 2010, a Universidade de Pádua, em Itália, inaugurou a Cátedra Manuel Alegre, destinada ao estudo da Língua, Literatura e Cultura Portuguesas. Pelo conjunto da sua obra recebeu, entre outros, o Prémio Pessoa (1999) e o Grande Prémio de Poesia da Associação Portuguesa de Escritores (1998). Foi sócio-correspondente da Classe de Letras da Academia das Ciências de Lisboa, eleito em 2005, e foi eleito membro efectivo da ACL em 2016.

## Livros

### Poesia
- 1965 - Praça da Canção
- 1967 - O Canto e as Armas
- 1971 - Um Barco para Ítaca
- 1976 - Coisa Amar (Coisas do Mar)
- 1979 - Nova do Achamento
- 1981 - Atlântico
- 1983 - Babilónia
- 1984 - Chegar Aqui
- 1984 - Aicha Conticha
- 1991 - A Rosa e o Compasso
- 1992 - Com que Pena — Vinte Poemas para Camões
- 1993 - Sonetos do Obscuro Quê
- 1995 - Coimbra Nunca Vista
- 1996 - As Naus de Verde Pinho
- 1996 - Alentejo e Ninguém
- 1997 - Che
- 1998 - Pico
- 1998 - Senhora das Tempestades
- 1999 - E alegre se fez triste
- 2001 - Livro do Português Errante
- 2008 - Nambuangongo, Meu Amor
- 2008 - Sete Partidas
- 2015 - Bairro Ocidental
- 2017 - Auto de António

### Ficção
- 1989 - Jornada de África
- 1989 - O Homem do País Azul
- 1995 - Alma
- 1998 - A Terceira Rosa
- 1999 - Uma Carga de Cavalaria
- 2002 - Cão Como Nós
- 2003 - Rafael

### Literatura Infantil
- 2007 - Barbi-Ruivo, O meu primeiro Camões, ilustrações de André Letria, Publicações Dom Quixote, 1ª edição, novembro de 2007
- 2009 - O Príncipe do Rio, ilustrações de Danuta Wojciechowska, Publicações Dom Quixote, abril de 2009
- 2015 - As Naus de Verde Pinho: Viagem de Bartolomeu Dias contada à minha filha Joana. Prémio de Literatura Infantil António Botto

### Outros
- 1997 - Contra a Corrente (discursos e textos políticos)
- 2002 - Arte de Marear (ensaios)
- 2006 - O Futebol e a Vida, Do Euro 2004 ao Mundial 2006. (crónicas)
- 2016 - Uma outra memória - A escrita, Portugal e os camaradas dos sonhos

## Principais condecorações e medalhas[15][16]
- Medalha da Orden Jugoslovenske Zvesde sa Zlatnim Vencem da Jugoslávia (? de ? de 19??)
- Grã-Cruz da Ordem da Liberdade de Portugal (19 de maio de 1989)
- Comendador da Ordem de Ouissam Alaoui de Marrocos (6 de fevereiro de 1992)
- Ilustríssimo Senhor Comendador da Real Ordem de Isabel a Católica de Espanha (? de ? de 19??)
- Grande-Oficial da Ordem de Bernardo O'Higgins do Chile (29 de abril de 1995)
- Primeiro Grau da Ordem de Amílcar Cabral de Cabo Verde (? de ? de 19??)
- Medalha da Ordem do Mérito Nacional "DJADIR" da Argélia (31 de maio de 2005)
- Grande-Oficial da Ordem da Estrela da Solidariedade Italiana de Itália (2 de junho de 2008)
- Grã-Cruz da Ordem Militar de Sant'Iago da Espada (20 de maio de 2016)
- Medalha da Cidade de Veneza, por ocasião do Convénio Internacional "La Porta d’Oriente - Viaggi e Poesia" (? de novembro de 1999)
- Medalha de Mérito e Membro-Honorário do Conselho da Europa (? de ? de 19??)
- Medalha de Ouro da Cidade de Águeda (? de ? de 19??)
- Medalha de Honra da Sociedade Portuguesa de Autores (21 de maio de 2008)
- Medalha da Cidade e Cidadão-Honorário da Cidade de Pádua (19 de abril de 2010)
- Doutoramento Honoris Causa em Línguas e Literaturas Modernas Europeias e Americanas pela Universidade de Pádua (? de novembro de 2017)
- Doutoramento Honoris Causa pela Faculdade de Letras da Universidade de Lisboa (? de outubro de 2018)
- Grã-Cruz da Ordem de Camões (15 de abril de 2024)[17]

## Candidatura à presidência em 2006
|  | Candidato           | votos     | %      |
|  | ------------------- | --------- | ------ |
|  | Manuel Alegre       | 1,125,077 | %      |
|  | Aníbal Cavaco Silva | 2 746 689 | %      |
|  | Mário Soares        | 778 781   | %      |
|  | Jerónimo de Sousa   | 466 507   | %      |
|  | Francisco Louçã     | 288 261   | %      |
|  | Garcia Pereira      | 23 622    | 0,44 % |
|  | Abstenção           | 3 303 972 | %      |